# Francisca de Santa Teresa
Sor Francisca de Santa Teresa (Madrid, 1654-1707) fue una religiosa y escritora española.

## Biografía
Nació el 5 de agosto de 1654 como Manuela Francisca Escarate, hija de Raimundo Escarate y de María Voto Ledesma. A los 18 años ingresó en el convento de las Trinitarias de esa ciudad, en el que permaneció durante un año en calidad de novicia, hasta que profesó el día 4 de abril de 1673. En ese convento de las Trinitarias vivía en aquellos años Sor Marcela de San Félix, la célebre hija de Lope de Vega, que gozó justa fama de excelente poetisa y extraordinaria dramaturga. Sor Marcela, ya muy mayor, debió delegar sus funciones de "poetisa" oficial del convento en la joven Sor Francisca, quien será su heredera literaria y de quien ya se representó un coloquio en 1677. A partir de entonces, ella se encargó de todas las piezas dramáticas destinadas al entretenimiento de las monjas.

## Obra
Además de las obras dramáticas, Sor Francisca de Santa Teresa escribió poemas espirituales y de circunstancias, dedicados a solemnizar alguna fiesta religiosa o algún suceso del convento. Todas sus obras se conservan en un precioso manuscrito redactado a comienzos del siglo XVIII, poco después de su fallecimiento. Al parecer, la monja tenía muy mala letra, por lo que sus hermanas decidieron copiar en un mismo volumen toda su creación literaria, para que no estuviera dispersa y se pudiera leer con facilidad y agrado. Tan preciado manuscrito aún se conserva en el convento madrileño de las Trinitarias.
Sus piezas dramáticas están destinadas al entretenimiento de sus hermanas, al fortalecimiento de su fe y, en ocasiones, a glosar algún episodio memorable dentro del calendario cristiano. Su primera creación dramática fue un coloquio espiritual desarrollado en un acto, escrito en verso polimétrico y acompañado de música, que lleva por título Coloquio espiritual de las finezas del Amor Divino, a la profesión de Sor Mariana de Jesús, compañera de la autora. Se representó el  18 de julio de 1677, fecha en la que profesó la novicia mencionada en el título. De tres años después data su segunda obra teatral, el Coloquio para la profesión de Sor Rosa de Santa María, compañera de la autora. Durante aquella función se representó otra pieza de la autora, una Loa a la profesión de Sor Rosa, compañera de la autora, que sirvió de prólogo a la puesta en escena de la obra anterior. En 1700, para dar la bienvenida a una nueva hermana, escribió un Coloquio para la profesión de Sor Manuela Petronila, compañera de la autora. Y en 1702 tuvo lugar, siempre en el mismo convento madrileño de las Trinitarias, la puesta en escena del Coloquio para representar en la profesión de Sor Ángela María de San José, que entró de siete años con sus dos hermanas el año de 1694 y profesó en el de 1702, en ocasión que dieron algunos en la Corte en discurrir sobre tres estrellas que se veían todas la noches juntas.
De fechas posteriores son el Coloquio para la víspera de la Nochebuena. Año 1706; el Coloquio para la noche del Infante del año de 1708; el Coloquio al Nacimiento de Nuestro Redentor; y Otro Coloquio al Nacimiento de Nuestro Salvador de Gitanillas (los dos últimos, sin fecha precisa de redacción y representación). Además, Sor Francisca de Santa Teresa escribió un Sainetillo al mismo asunto (al Nacimiento de Nuestro Salvador), y una curiosa pieza humorística, el Entremés del estudiante y la sorda, que muestra cómo el entretenimiento de las monjas no se limitaba a asuntos de temática religiosa. Todas las piezas teatrales de Manuela Francisca Escarate están escritas en versos de distintas medidas, y, salvo este último entremés, en todas ellas luce con fuerza propia el acompañamiento musical.

### Relación de obras
- Coloquio espiritual de las finezas del Amor Divino (1677)
- Coloquio para la profesión de Sor Rosa de Santa María (1680)
- Loa a la profesión de Sor Rosa (1680)
- Coloquio para la profesión de Sor Manuela Petronil (1700)
- Coloquio para representar en la profesión de Sor Ángela María de San José (1702)
- Coloquio para la víspera de la Nochebuena.(1706)
- Coloquio para la noche del Infante del año (1708)
- Coloquio al Nacimiento de Nuestro Redentor
- Otro [coloquio] al Nacimiento de Nuestro Salvador de Gitanillas
- Sainetillo al mismo asunto (al Nacimiento de Nuestro Salvador).
- Entremés del Estudiante y la sorda.